# Henri Romagnesi
Henri Charles Romagnesi (Parigi, 7 febbraio 1912 – Draveil, 18 gennaio 1999) è stato un micologo francese.

## Pubblicazioni
- Romagnesi Henri, Petit atlas des champignons (1) ISBN 2-04-007940-8

- Romagnesi Henri, Position taxonomique de l'Agaricus oedipus Cooke, 1980

- Romagnesi Henri, Nouvelles observations sur les lactaires blancs (Albati Bataille),1980

- Romagnesi Henri, Un cas d`hybrides interspécifiques chez les Agaricales?,1978

- Romagnesi Henri, Un Mycena et deux Gymnopilus carbonicoles, 1979

- Romagnesi Henri, Un nouvel Hydrocybe paludicole: Cortinarius cucullatus nov.sp.,1978

- Romagnesi Henri, Quelques especes rares ou nouvelles de macromycetes. VIII.- Rusulacées (1),1980

- Romagnesi Henri, Quelques especes rares ou nouvelles de macromycetes. III.- Inocybe, 1979

- Romagnesi Henri - Gilles G., Supplément aux "Rhodophylles des forets cotieres du Gabon et de la Cote d`Ivoire",1980

Sommaire du Bulletin trimestriel de la Société mycologique de France, 2013 tome 129 fascicules 1-4: 129 (1-4)
- Henri Romagnesi (1912–1999), sa vie, son oeuvre, sa famille. Biographie, par M. Roger. p. 1–27
- Taxons nouveaux décrits par H. Romagnesi, seul ou en collaboration avec d’autres auteurs, par J. Rapilly. p. 28–53
- Bibliographie d’Henri Romagnesi, par J. Rapilly et M. Roger. p. 55–70
- Le poète («Remontrance à la mort» et «Quand revient Noël»). p. 73–76
- Correspondance mycologique reçue par H. Romagnesi, par M. Roger. p. 77–207
- Correspondance (1933–1991) de R. Kühner à H. Romagnesi. Petite genèse de la Flore analytique, par P. Hériveau. p. 209–326
- Jubilé mycologique d’Henri Romagnesi: dédicace de R. Kühner, livre jubilaire offert à H. Romagnesi et la table des matières. p. 327–338
- Exemples de travaux mycologiques d’Henri Romagnesi.  Dessins en couleurs. p. 341–346
- Fac-similé d’un article scientifique de H. Romagnesi: «Description de quelques espèces d’Agarics ochrosporés». p. 347–375
- Histoire de la famille Romagnesi, par M. Roger. p. 377–420  (Arbre généalogique. dépliant hors-texte après la p. 420)
- Album d’images: les congrès, les expositions, les excursions, avec d’autres mycologues, les activités à la SMF. p. 421–442
- Quelques documents relatifs à la carrière du professeur H. Romagnesi. p. 443–463

## Libri
- 1953, Robert Kühner et Henri Romagnesi. Flore analytique des champignons supérieurs (agarics, bolets, chanterelles) comprenant les espèces de l'Europe occidentale et centrale ainsi que la plupart de celles de l'Algérie et du Maroc. Masson, Paris.
- 1956. Nouvel atlas des champignons. Vol. 3. Ed. Bordas.
- 1967. Les Russules d'Europe et d'Afrique du Nord: essai sur la valeur taxinomique et spécifique des caractères morphologiques et microchimiques des spores et des revêtements, Bordas, 1000 pages.
- 1971. Henri Romagnesi (ed.) Exotic Mushrooms. Sterling Publ. Co.
- 1995. Atlas des champignons d'Europe, ouvrage publié sous le patronage de la Société mycologique de France, édité par Bordas, Paris 1995 -  ISBN 2-04-027156-2.

### Articoli (ordine cronologico)
ROMAGNESI H., 1932 - Quelques observations sur les Rhodophylles. Bulletin Trimestriel de la Société Mycologique de France 48: 306-323.
ROMAGNESI H., 1933 - Sur les rhodophylles. Bulletin Trimestriel de la Société Mycologique de France 49: 422438.
ROMAGNESI H., 1936a - Sur quelques espèces tares ou nouvelles de Rhodophyllus. Revue de Mycologie (Paris) 1 (3) : I57--164.
ROMAGNESI H., 1936b - Sur I’expression mathématique de l'écartement des lamelles chez les agarics. Bulletin Trimestriel de la Société Mycologique de France 52: 262-270.
ROMAGNESI H., 1937 - Essai d’un sectionnement du genre Rhodophyllus. Bulletin Trimestriel de la Société Mycologique de France 53: 319-338.
ROMAGNESI H., 1938 - A la recherche de Lactarius subdulcis. Bulletin Trimestriel de la Société Mycologique de France 54: 205-225 + pl.
ROMAGNESI H., 1939a - Sur Ie genre Drosophila Quélet. Revue de Mycologie (Paris) 4: 119-130
ROMAGNESI H., 1939b - Les lactaires. CIé pratique de détermination des espèces d’Europe. Revue de Mycologie (Paris) Suppl. 4 (2) : 3245.
ROMAGNESI H., 1940 - Les langues anciennes et la mycologie. Revue de Mycologie (Paris) Suppl. 5 (1) : 6-10.
ROMAGNESI H., 1941a - Les rhodophylles de Madagascar (Entoloma, Nolanea, Leptonia, Eccilia, Claudopus) avec une introduction générale sur la classification, la phylogénie, la répartition géographique et la toxicologie des Rhodogoniosporales. Prodrome à la Flore Mycologique de Madagascar 2: 164~.
ROMAGNESI H., 1941 b - étude de quelques coprins. Revue de Mycologie (Paris) 6: 10% 127
ROMAGNESI H., 1941 - Les coprins. Revue de Mycologie (Paris) Suppl. 6 (1) : 20-35.
ROMAGNESI H., 1943 ~ étude complémentaire sur quelques lactaires. Revue de Mycologie (Paris) Suppl. 8 (1) : 4-9.
ROMAGNESI H., 1944 - Observations sur quelques espèces de Rhodophyllus. Bulletin Trimestriel de la Société Mycologique de France 60: 91~100.
ROMAGNESI H., 1945 - étude de quelques coprins (deuxième série). Revue de Mycologie (Paris) 10: 73-89.
KUHNER R., ROMAGNESI H. &YEN H. C., 1947 - Différences morphologiques entre plusieurs souches de coprins de la section Micacei et confrontation de leurs haplontes. Bulletin Trimestriel de la Société Mycologique de France 63 (3-4) : 169-186, 213.
ROMAGNESI H., 1947a - Sur I’utilisation de nouveaux caractères intéressant la taxonomie des Rhodophyllus. Bulletin Trimestriel de la Société Mycologique de France 63 (l-2) : 99-120.
ROMAGNESI H., 1947b - Les entolomes printaniers. Bulletin Trimestriel de la Société Mycologique de France 63 (3--4) : 187-202.
ROMAGNESI H., 1948 - Les problèmes et Ies méthodes de la systématique des champignons supérieurs. Bulletin Trimestriel de Ia Société Mycologique de France 64 (I -2) : 53-100.
ROMAGNESI H., 1949a - Recherches sur les lactaires de la section des Fuliginosi Konrad. Revue de Mycologie (Paris) 14: lO3- I 12.
ROMAGNESI N., 1949b - Proposition concernant une extension de la définition de la désuétude en matière de nomenclature. Bulletin Trimestriel de la Société Mycologique de France 65 (l-2) : (l6)- (18).
ROMAGNESI H., 1951a - étude de quelques coprins (3e série). Revue de Mycologie (Paris) 16: I O-28.
ROMAGNESI H., 1951b - Note complémentaire sur les entolomes printaniers du groupe clypeatus. Bulletin Trimestriel de la Société Mycologique de France 67 (2) : 20X-21 5.
ROMAGNESI H., 1952 - Species et formae novae ex genere Drosophila Quélet. Bulletin de la Société Linnéenne de Lyon 21 (6) : I5 I ~ 156.
KUHNER R. & ROMAGNESI H., 1953a - Flore analytique des champignons supérieurs. Agarics, Bolets, Chanterelles. 554 p. (Masson).
KUHNER R. & ROMAGNESI H., 1953b - Compléments à la Flore analytique II. Espèces nouvelles ou critiques de Lactarius. Bulletin Trimestriel de la Société Mycologique de France 49 (4) : 361-388.
MALENCON G. & ROMAGNESI H., 1953 - Le complexe Psathyra corrugis ss. Ricken. Bulletin Trimestriel de la Société Mycologique de France 69 (1) : 101-127.
KUHNER R. & ROMAGNESI II., 1954a - Compléments à la Flore analytique  III. Espèces nouvelles, critiques ou rares de Pleurotacées, Marasmiacées et Tricholomacées. Bulletin de la Société Naturaliste d’Oyonnax 8: 73-131.
KUHNER R. & ROMAGNESI H., 1954b - Compléments à la  Flore analytique  I. Espèces nouvelles ou critiques de Rhodophyllus. Revue de Mycologie (Paris) 19: 346.
KUHNER R. & ROMAGNESI H., 1955 - Compléments à la Flore analytique  I. Espèces nouvelles ou critiques de Rhodophyllus (suite). Revue de Mycologie (Paris) 20: 197-230.
KUHNER R. & ROMAGNESI H., 1956 - Compléments à la Flore analytique VIII. Espèces nouvelles, critiques ou rares de Volvariacées. Bulletin Trimestriel de la Société Mycologique de France 72 (3) : 181-249.
ROMAGNESI H., 1956 - Les rhodophylles du Congo belge d’après les récoltes de Mme Goossens-Fontana. Bulletin du Jardin Botanique de I’Etat, Bruxelles 26 (2) : 137-l 82.
KUHNER R. & ROMAGNESI H., 1957 - Compléments à la Flore analytique VII. Espèces nouvelles, critiques ou rares de Naucoriacées, Coprinacées et Lépiotacées. Bulletin de la Société Naturaliste d’Oyonnax 10-11 (Suppl., Mém. HS 2) : 94 p.
ROMAGNESI H., 1958a - Recherches sur Ies Iactaires à lait rouge (Dapetes Fr.). Revue de Mycologie (Paris) 23: 261-281.
ROMAGNESI H., l958b - Compléments à la Flore analytique IX. Inocybe obsoleta Romagn. Bulletin Trimestriel de la Société Mycologique de France 74 (2) : 145-l 48.
ROMAGNESI H., 1961 - Appel du Committee for mapping of Macromycetes in Europe (Comité pour l’établissement d’une carte de répartition géographique des champignons supérieurs en Europe) aux mycologues et groupements mycologiques français. Bulletin Trimestriel de la Société Mycologique de France 72: 289-298.
MALENCON G., ROMAGNESI H. & REID D. A., 1967 - Une nouvelle amanite méridionale: Amanita lactea. Revue de Mycologie (Paris) 30: 408413.
ROMAGNESI H., 1967 - Les russules d’Europe et d’Afrique du Nord. 998~. (Bordas Ed.).
ROMAGNESI H., 1970a - Observations sur les Armillariella (I). Bulletin Trimestriel de la Société Mycologique de France 86: 257-265.
ROMAGNESI H., 1970b - Quelques espèces rares ou nouvelles de clavaires et d’agarics. Bulletin Trimestriel de la Société Mycologique de France 86: 451-458.
David A. & Romagnesi H., 1972 - Contribution a l’étude des leucopores francais et description d'une espèce nouvelle: Leucoporus meridionalis nov. sp. Bulletin Trimestriel de la Société Mycologique de France 88 (34) : 293-303.
ROMAGNESI H., 1974 - étude de quelques rhodophylles. Bulletin de la Société Linnéenne de Lyon n° hors-série (travaux mycologiques dédiés à R.Kühner) : 365-387. ROMAGNESI H., 1975 - Sur I’application à la systématique du critère interfertilité entre haplontes dans deux genres de Basidiomycètes supérieurs. Bulletin Trimestriel de la Société Mycologique de France 91 (4) : 572~576.
ROMAGNESI H., 1976a - Quelques espèces rares ou nouvelles de Macromycètes I. Bulletin Trimestriel de la Société Mycologique de France 92 (2) : 189-206.
ROMAGNESI H., 1976b - Quelques espèces rares ou nouvelles de Macromycètes II. Les Rhodophyllus de la section des Lampropodes Romagn. (1974). Bulletin Trimestriel de la Société Mycologique de France 92 (3) : 297-303.
ROMAGNESI H., 1977 - Incidence des caractères non morphologiques sur la notion d’espèce et autre taxa chez les Macromycètes. Bibliotheca Mycologica 61: 349-361.
ROMAGNESI H., 1978 - Les espèces du genre Peziza St. Am. (= Aleuria ss. Boud. et Galactinia Cke. ss. Boud.). Bulletin de la Fédération Mycologique de Dauphiné-Savoie 70: 19-23.
ROMAGNESI H., 1979 - Les fondements de la taxinomie des rhodophylles. Beihefte zur Nova Hedwigia 59: 25-80.
ROMAGNESI H., 1980 - Nouvelles observations sur les lactaires blancs (Albati Bataille). Bulletin Trimestriel de la Sock% Mycologique de France 96 (1) : 73-96.
ROMAGNESI H., 1982a - Etudes complementaires de quelques especes de Psathyrella ss.lato (Drosophila Q&let). Bulletin Trimestriel de la Socie’te’ Mycologique de France 98 (1) : 5-68.
ROMAGNESI H., 1982b - Quelques especes tares ou nouvelles de Macromycetes IX. Amanita- cCes. Bulletin Trimestriel de la Societte Mycologique de France 96 (3) : 297-314.
GUILLAUMIN J.J., LUNG B., ROMAGNESI H., MARXMULLER H., MOHAMMED C., LAMOURE D., DURRIEU G., BERTHELAY S. & SAVIN V., 1983 - Taxonomy and biological cycles of the French Armillaria species. Proceedings of the 6th International Conference on Root and Buff rots of forest trees: 43-56.
ROMAGNESI H., 1984a - Contribution a la solution du probleme d’Amanita vema Bulletin Trimestriel de la Socie’te’ Mycologique de France 100 (2) : 237-241.
ROMAGNESI H., 1984b, - Les règles de composition et de transcription des mots grecs et latins dans la langue de la botanique. Bulletin Trimestriel de la Société Mycologique de France 100 (2) : 243-247.
GUILLAUMIN J.J., LUNG B., ROMAGNESI H., MARXMULLER H., LAMOURE D., DURRIEU G., BERTHELAY S. & MOHAMMED C., 1985 - Systématique des armillaires du groupe mellea. Conséquences phytopathologiques. European Journal of Forest Pathology 15 (5-6) : 268-277.
ROMAGNESI H., 1986 - Etudes complémentaires de quelques especes de Psathyrella ss. lato (= Drosophila Quélet) II. Bulletin Trimestriel de la Société Mycologique de France 102 (2) : 189-197.
ROMAGNESI H., 1987 - Sur les rhodophylles a lames adnees-décurrentes (gen. Entoloma Fr. ss.dilat., subgen. Eccilia Fr.). Bulletin Trimestriel de la Société Mycologique de France 103 (2) : 77-94.
ROMAGNESI H., 1990 - A propos de Lactarius sanguineo-virescens Fillion. Bulletin de la Fédération Mycologique de Dauphiné-Savoie 116: 35.
ROMAGNESI H., 1992a - Prodrome à une flore analytique des Agaricomycètes. Bulletin Trimestriel de la Socie’te’ Mycologique de France 108 (1) : l-15.
ROMAGNESI H., 1992b - Prodrome à une flore analytique des Agaricomycètes II. Bulletin Trimestriel de la Socie’te’ Mycologique de France 108 (2) : 71-86. ROMAGNESI H., 1995 - Prodrome à une flore analytique des Hymenomycètes agaricoïdes III. Fam. Cantharellaceae Schroeter. Documents Mycologiques 98-100: 417-424.
ROMAGNESI H. & FAVRE J., 1938 - Quelques rhodophylles nouveaux ou rares des hauts-marais jurassiens. Revue de Mycologie (Paris) 3: 60-77.
ROMAGNESI H. & GILLES G., 1979 - Les rhodophylles des forets côtières du Gabon et de la Cote d’Ivoire, avec une introduction générale sur la taxinomie du genre. Beihejte zur Nova Hedwigia 59: 649 p.
ROMAGNESI H. & GILLES G., 1980 - Supplément aux Rhodophylles des forets côtières du Gabon et de la Côte d’Ivoire. Nova Hedwigia
ROMAGNESI H. & MARXMÜLLER H., 1983 - Etude complémentaire sur les armillaires annelées. Bulletin Trimestriel de la Société Mycologique de France 99 (3) : 301-324.
MARXMULLER H. & ROMAGNESI H., 1991 - Lactarius sanguifluus (Paulet: Fr.) Fr. var. vinosus Quélet. Bulletin Trimestriel de la Société Mycologique de France 107 (3) : Atlas pl. 262.